# Air Rescue
Air Rescue è un videogioco arcade del 1992 sviluppato da SEGA. Un titolo omonimo è stato pubblicato dalla stessa azienda per Sega Master System.

## Modalità di gioco
Entrambe le versioni di Air Rescue sono ispirate a Choplifter. La versione coin-op presenta una modalità di gioco in prima persona, mentre il titolo per console è un videogioco a scorrimento 2D.